# انجمن عمومی ناشران و پدیدآوران
انجمن عمومی ناشران و پدیدآوران (اسپانیایی: Sociedad General de Autores y Editores‎) که به اختصار «SGAE» نامیده می‌شود، نام یک انجمن دفاع از حق نشر و توزیعِ محصولات فرهنگی، متعلق به آهنگسازان، ترانه‌سرایان و ناشرانِ موسیقی در کشور اسپانیا است.
این انجمن شرح وظایفی همچون انجمن آهنگسازان، پدیدآوران و ناشران آمریکا در ایالات متحده آمریکا دارد.
انجمن عمومی ناشران و پدیدآوران اسپانیا در سال ۱۸۸۹ میلادی برپا شد و رئیسِ کنونی آن، «آنتون ریخا» است.